# Kari Puisto
Kari Bertil Puisto (nascido em 25 de agosto de 1945) é um ex-ciclista olímpico finlandês. Representou sua nação em dois eventos nos Jogos Olímpicos de Verão de 1980.